# Nombre 162
El nombre 162 (CLXII) és el nombre natural que segueix el nombre 161 i precedeix el nombre 163.
La seva representació binària és 10100010, la representació octal 242 i l'hexadecimal A2.
La seva factorització en nombres primers és 2×34; altres factoritzacions són 1×162 = 2×81 = 3×54 = 6×27 =9×18. És un nombre d'Erdős-Woods.
Es pot representar com a la suma de dos nombres primers consecutius: 79 + 83 = 162.